# Церулеолактит
Церулеолактит (англ. coeruleolactite; нім. Coeruleolactit m) — мінерал, основний водний фосфат алюмінію.
Назва походить від латинських слів caeruleus — блакитний і lactis — молоко (T.Petersen, 1871).

## Опис
Хімічна формула:
- 1. За Є. К. Лазаренком: Al3[(OH)3(PO4)2]•4H2O.
- 2. Г.Штрюбелем та З. Х. Ціммером: CaAl6[(OH)2|(PO4)]4•4H2O.
- 3. За К.Фреєм і «Fleischer's Glossary» (2004): (Ca, Cu)Al6(PO4)4(OH)8•4H2O.

Містить (%): Al2O3 — 38,81; P2O5 — 36,04; H2O — 25,15.
Сингонія ромбічна (триклінна). Форми виділення: прихованокристалічні або волокнисті маси, дрібнозернисті, волокнисті, мікрокристалічні аґреґати, кірки, шкаралупчасті утворення. Густина 2,57-2,70. Тв. 4,5-5,5. Колір молочно-білий до світло-блакитного. Риса біла. Злом нерівний до раковистого. Розчиняється в HCl. Зустрічається разом з лімонітом.

## Поширення
Знайдений в зоні окиснення рудних родовищ у рудниках Ріндеберґ (Рейнланд-Пфальц, ФРН) і Генерал Тримблес (штат Пенсильванія, США).